# Stachelwelse
Stachelwelse (Bagridae) leben in Flüssen und Seen Afrikas, Vorder-, Süd- und Ostasiens.

## Merkmale
Sie sind schuppenlos, ihr Körper ist gestreckt oder gedrungen. Ihr Maul ist oft leicht unterständig und von drei bis vier Paar Barteln umgeben. Brust- und Rückenflosse werden von kräftigen, mit Widerhaken versehenen Stacheln gestützt, worauf der Name „Stachelwelse“ beruht. Die kurze Rückenflosse hat sechs bis sieben, seltener bis 20 Weichstrahlen. Die Afterflosse ist kurz, die Schwanzflosse meist gegabelt. Die Bauchflossen besitzen 6 Flossenstrahlen. Alle Stachelwelse haben eine Fettflosse, die oft sehr groß ist. Bei vielen Arten sind die Augen von Haut überwachsen. Anus und Geschlechtsöffnung liegen nicht nah beieinander, der rückwärtige Fortsatz des Schultergürtels ist gut entwickelt. Die Fische werden, je nach Art, vier Zentimeter bis 1,65 Meter lang. Die meisten sind nacht- oder dämmerungsaktiv.

## Gattungen und Arten

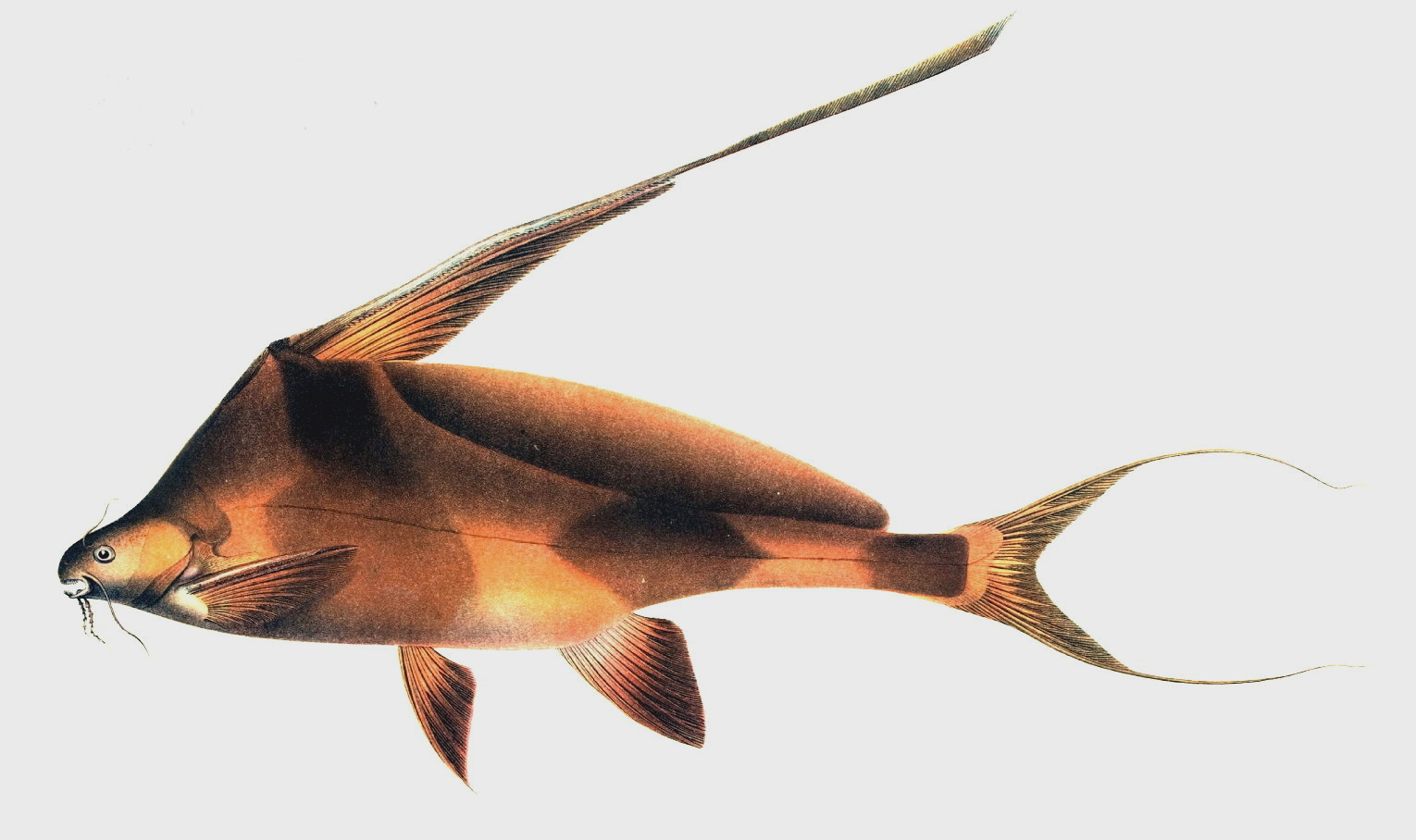
Bagrichthys hypselopterus

- Bagrichthys Bleeker, 1857Bagrichthys hypselopterus
  - Bagrichthys hypselopterus (Bleeker, 1852)
  - Buckel-Stachelwels (Bagrichthys macracanthus (Bleeker, 1854))
  - Bagrichthys macropterus (Bleeker, 1853)
  - Bagrichthys majusculus Ng, 2002
  - Bagrichthys micranodus Roberts, 1989
  - Bagrichthys obscurus Ng, 1999
  - Bagrichthys vaillantii (Popta, 1906)
- Bagroides Bleeker, 1851
  - Bagroides hirsutus (Herre, 1934)
  - Bagroides melapterus Bleeker, 1851
- Bagrus Bosc, 1816
  - Bagrus bajad (Forsskål, 1775)
  - Bagrus caeruleus Roberts & Stewart, 1976
  - Bagrus degeni Boulenger, 1906
  - Bagrus docmak (Forsskål, 1775)
  - Bagrus filamentosus Pellegrin, 1924
  - Bagrus meridionalis Günther, 1894
  - Bagrus ramentosus Müller & Troschel, 1849
  - Bagrus ubangensis Boulenger, 1902
  - Bagrus urostigma Vinciguerra, 1895
- Batasio Blyth, 1860Batasio fasciolatus
  - Batasio affinis Blyth, 1860
  - Batasio batasio (Hamilton, 1822)
  - Batasio dayi (Vinciguerra, 1890)
  - Batasio elongatus Ng, 2004
  - Batasio fasciolatus Ng, 2006
  - Batasio feruminatus Ng & Kottelat, 2007
  - Batasio havmolleri Smith, 1931
  - Batasio macronotus Ng & Edds, 2004

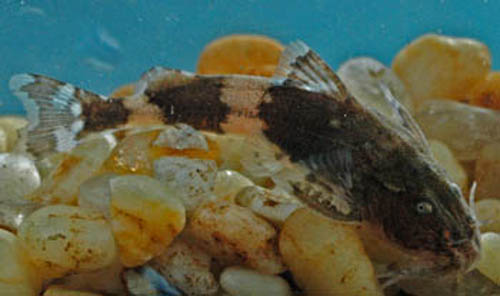
Batasio fasciolatus

  - Batasio merianiensis (Chaudhuri, 1913)
  - Batasio niger Vishwanath & Darshan, 2006
  - Batasio pakistanicus Mirza & Jafn, 1989
  - Batasio procerus Ng, 2008
  - Batasio sharavatiensis Bhatt & Jayaram, 2004
  - Batasio spilurus Ng, 2006
  - Batasio tengana (Hamilton, 1822)
  - Batasio tigrinus Ng & Kottelat, 2001
  - Batasio travancoria Hora & Law, 1941
- Chandramara Jayaram, 1972Coreobagrus ichikawai

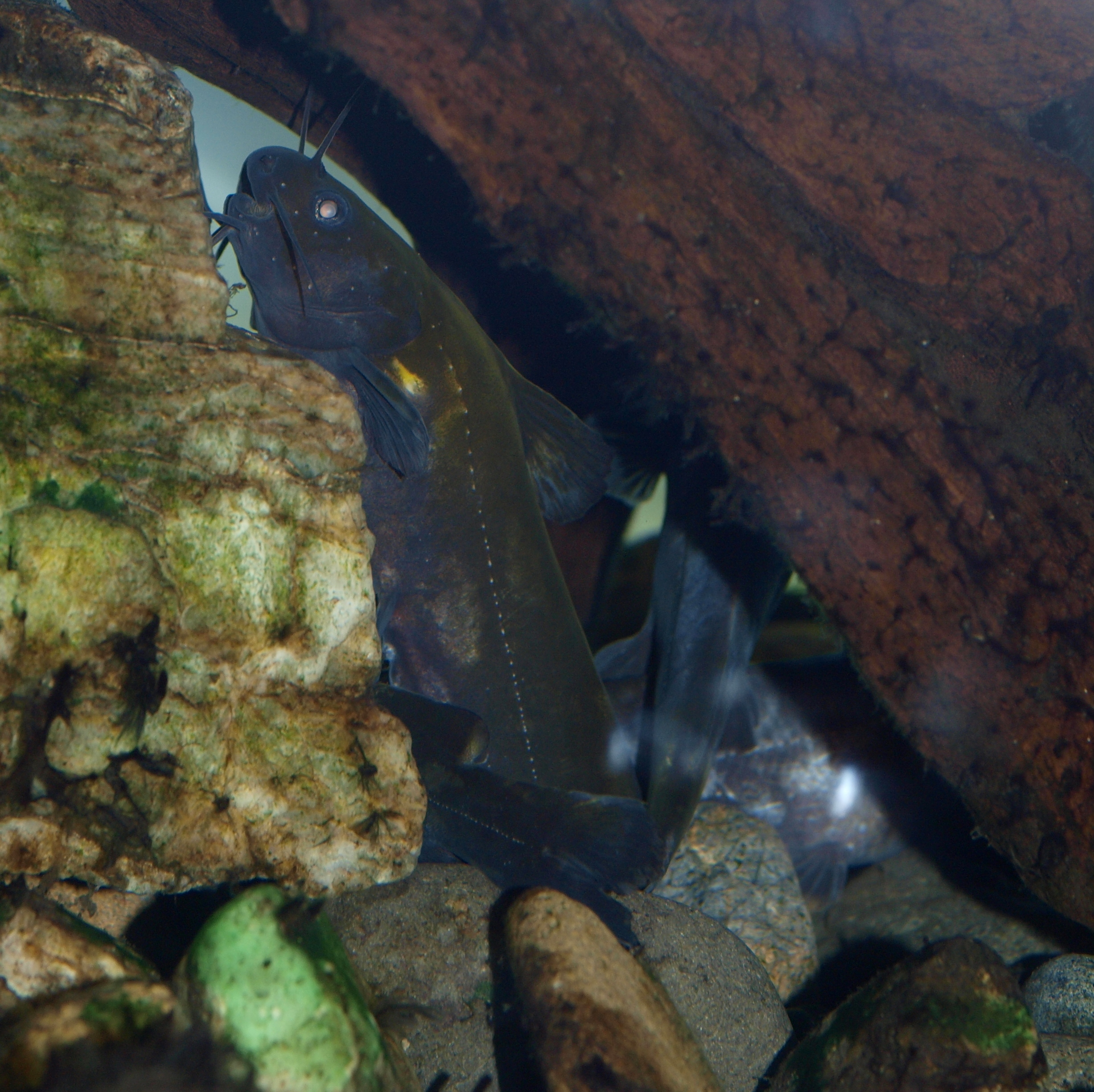
Coreobagrus ichikawai

  - Chandramara chandramara (Hamilton, 1822)
- Coreobagrus Mori 1936
  - Coreobagrus brevicorpus Mori 1936
  - Coreobagrus ichikawai Okada & Kubota 1957
- Hemibagrus Bleeker, 1862Hemibagrus capitulumHemibagrus wyckioides

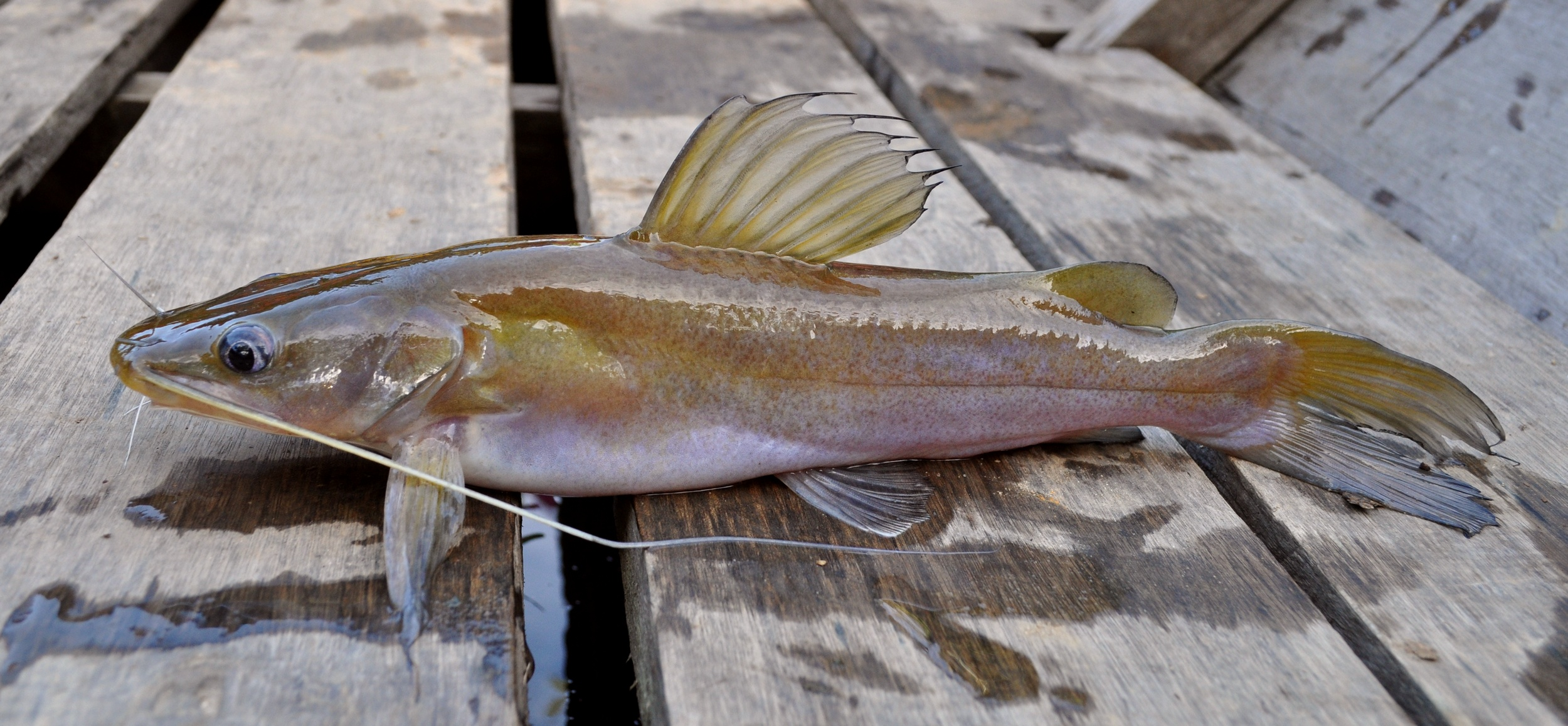
Hemibagrus capitulum

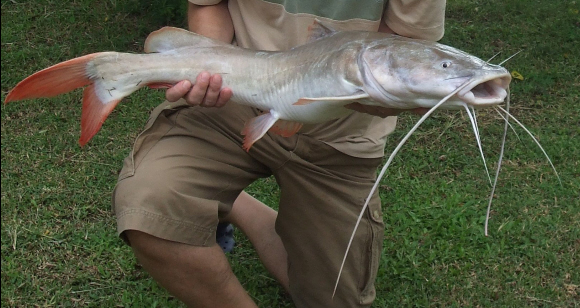
Hemibagrus wyckioides

  - Hemibagrus amemiyai (Kimura, 1934)
  - Hemibagrus baramensis (Regan, 1906)
  - Hemibagrus bongan (Popta, 1904)
  - Hemibagrus camthuyensis Nguyen, 2005
  - Hemibagrus caveatus Ng, Wirjoatmodjo & Hadiaty, 2001
  - Hemibagrus centralus Mai, 1978
  - Hemibagrus chiemhoaensis Nguyen, 2005
  - Hemibagrus chrysops Ng & Dodson, 1999
  - Hemibagrus dongbacensis Nguyen, 2005
  - Hemibagrus filamentus (Fang & Chaux, 1949)
  - Hemibagrus fortis (Popta, 1904)
  - Hemibagrus furcatus Ng, Martin-Smith & Ng, 2000
  - Hemibagrus gracilis Ng & Ng, 1995
  - Hemibagrus guttatus (Lacepède, 1803)
  - Hemibagrus hainanensis (Tchang, 1935)
  - Hemibagrus hoevenii (Bleeker, 1846)
  - Hemibagrus hongus Mai, 1978
  - Hemibagrus imbrifer Ng & Ferraris, 2000
  - Hemibagrus johorensis (Herre, 1940)
  - Hemibagrus macropterus Bleeker, 1870
  - Hemibagrus maydelli (Rössel, 1964)
  - Hemibagrus menoda (Hamilton, 1822)
  - Hemibagrus microphthalmus (Day, 1877)
  - Hemibagrus nemurus (Valenciennes, 1840)
  - Hemibagrus olyroides (Roberts, 1989)
  - Hemibagrus peguensis (Boulenger, 1894)
  - Hemibagrus planiceps (Valenciennes, 1840)
  - Hemibagrus pluriradiatus (Vaillant, 1892)
  - Hemibagrus punctatus (Jerdon, 1849)
  - Hemibagrus sabanus (Inger & Chin, 1959)
  - Hemibagrus songdaensis Nguyen, 2005
  - Hemibagrus spilopterus Ng & Rainboth, 1999
  - Hemibagrus taybacensis Nguyen, 2005
  - Hemibagrus variegatus Ng & Ferraris, 2000
  - Hemibagrus velox Tan & Ng, 2000
  - Hemibagrus vietnamicus Mai, 1978
  - Hemibagrus wyckii (Bleeker, 1858)
  - Hemibagrus wyckioides (Fang & Chaux, 1949)
- Hemileiocassis Ng & Lim, 2000
  - Hemileiocassis panjang Ng & Lim, 2000
- Hyalobagrus Ng & Kottelat, 1998
  - Hyalobagrus flavus Ng & Kottelat, 1998
  - Hyalobagrus leiacanthus Ng & Kottelat, 1998
  - Hyalobagrus ornatus (Duncker, 1904)
- Leiocassis Bleeker, 1857
  - Leiocassis aculeatus Ng & Hadiaty, 2005
  - Leiocassis brevirostris Nguyen, 2005
  - Leiocassis collinus Ng & Lim, 2006
  - Leiocassis doriae Regan, 1913
  - Leiocassis hosii Regan, 1906
  - Leiocassis longibarbus Cui, 1990
  - Leiocassis longirostris Günther, 1864
  - Leiocassis micropogon (Bleeker, 1852)
  - Leiocassis poecilopterus (Valenciennes, 1840)
  - Leiocassis rudicula Ng & Hadiaty, 2019
  - Leiocassis saravacensis Boulenger, 1894
  - Leiocassis tenebricus Ng & Lim, 2006
  - Leiocassis yeni Nguyen & Nguyen, 2005
- Mystus Scopoli, 1777
- Pelteobagrus Bleeker, 1864
  - Pelteobagrus eupogon (Boulenger, 1892)
  - Pelteobagrus intermedius (Nichols & Pope, 1927)
  - Pelteobagrus tonkinensis Nguyen, 2005
  - Pelteobagrus ussuriensis (Dybowski, 1872)
- Olyra McClelland, 1842
- Pseudobagrus Bleeker, 1859Pseudobagrus sp.

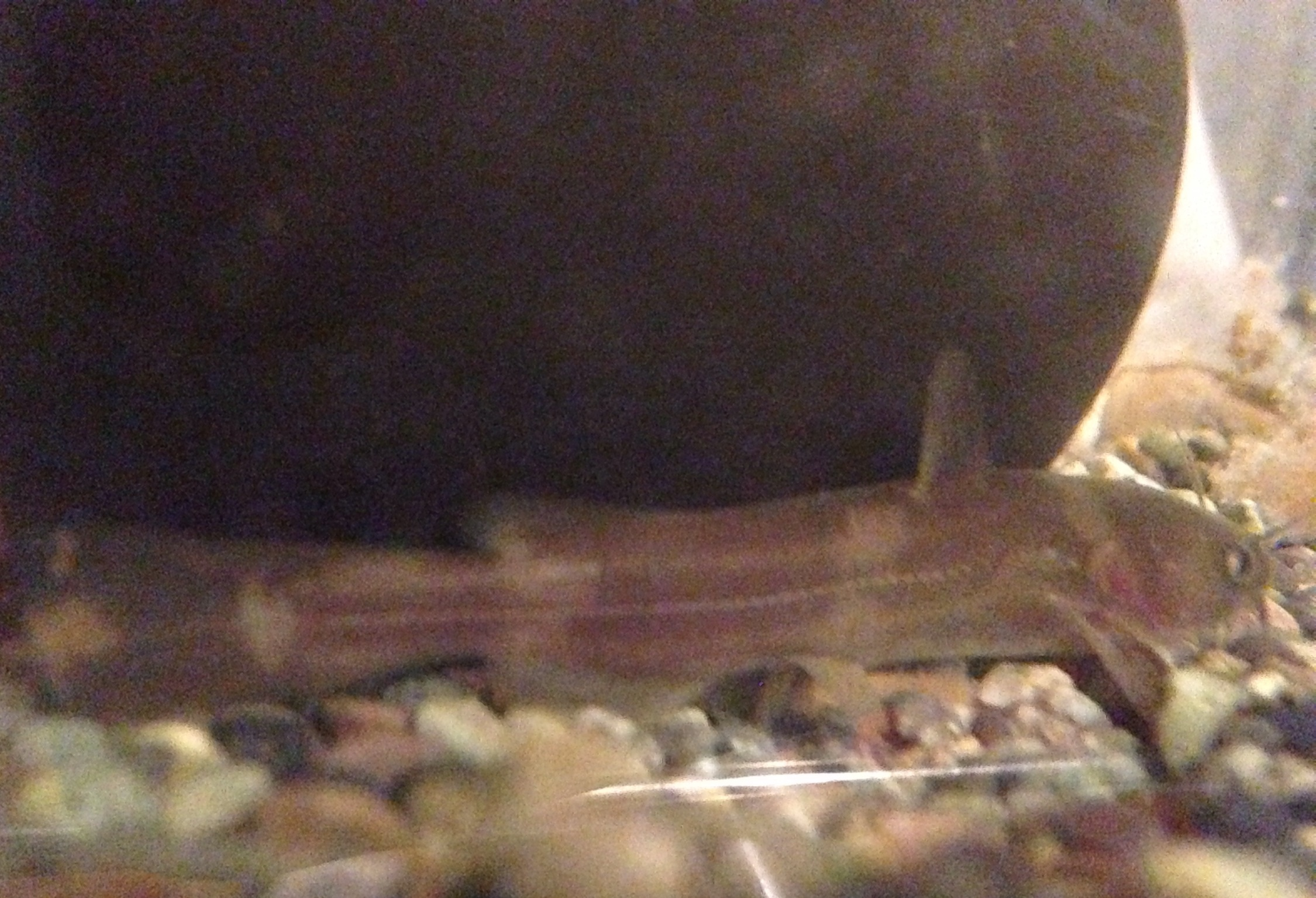
Pseudobagrus sp.

  - Pseudobagrus albomarginatus (Rendahl, 1928)
  - Pseudobagrus analis (Nichols, 1930)
  - Pseudobagrus aurantiacus (Temminck & Schlegel, 1846)
  - Pseudobagrus brachyrhabdion Cheng, Ishihara & Zhang, 2008
  - Pseudobagrus brevianalis Regan, 1908
  - Pseudobagrus brevicaudatus (Wu, 1930)
  - Pseudobagrus crassilabris (Günther, 1864)
  - Pseudobagrus eupogoides Wu, 1930
  - Pseudobagrus fui Miao, 1934
  - Pseudobagrus gracilis Li, Chen & Chan, 2005
  - Pseudobagrus hwanghoensis (Mori, 1933)
  - Pseudobagrus kaifenensis (Tchang, 1934)
  - Pseudobagrus koreanus Uchida, 1990
  - Pseudobagrus kyphus Mai, 1978
  - Pseudobagrus medianalis (Regan, 1904)
  - Pseudobagrus microps (Rendahl, 1933)
  - Pseudobagrus nubilosus Ng & Freyhof, 2007
  - Pseudobagrus omeihensis (Nichols, 1941)
  - Pseudobagrus ondon Shaw, 1930
  - Pseudobagrus pratti (Günther, 1892)
  - Pseudobagrus rendahli (Pellegrin & Fang, 1940)
  - Pseudobagrus sinyanensis (Fu, 1935)
  - Pseudobagrus taeniatus (Günther, 1873)
  - Pseudobagrus taiwanensis Oshima, 1919
  - Pseudobagrus tenuifurcatus (Nichols, 1931)
  - Pseudobagrus tenuis (Günther, 1873)
  - Pseudobagrus tokiensis Döderlein, 1887
  - Pseudobagrus trilineatus (Zheng, 1979)
  - Pseudobagrus truncatus (Regan, 1913)
  - Pseudobagrus vachellii (Richardson, 1846)
  - Pseudobagrus wangi Miao, 1934
- Pseudomystus Jayaram, 1968
  - Pseudomystus bomboides Kottelat, 2000
  - Pseudomystus breviceps (Regan, 1913)
  - Pseudomystus carnosus Ng & Lim, 2005
  - Pseudomystus flavipinnis Ng & Rachmatika, 1999
  - Pseudomystus fumosus Ng & Lim, 2005
  - Pseudomystus funebris Ng, 2010
  - Pseudomystus heokhuii Lim & Ng, 2008
  - Pseudomystus inornatus (Boulenger, 1894)
  - Pseudomystus leiacanthus (Weber & de Beaufort, 1912)
  - Pseudomystus mahakamensis (Vaillant, 1902)
  - Pseudomystus moeschii (Boulenger, 1890)
  - Pseudomystus myersi (Roberts, 1989)
  - Pseudomystus robustus (Inger & Chin, 1959)
  - Pseudomystus rugosus (Regan, 1913)
  - Pseudomystus siamensis (Regan, 1913)
  - Pseudomystus sobrinus Ng & Freyhof, 2005
  - Pseudomystus stenogrammus Ng & Siebert, 2005
  - Pseudomystus stenomus (Valenciennes, 1840)
  - Pseudomystus vaillanti (Regan, 1913)

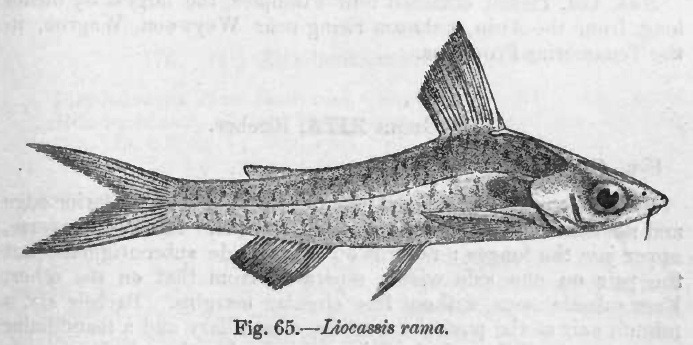
Rama rama

- Rama Bleeker, 1858Rama rama
  - Rama rama (Hamilton, 1822)
- Sperata Holly, 1939Sperata seenghala

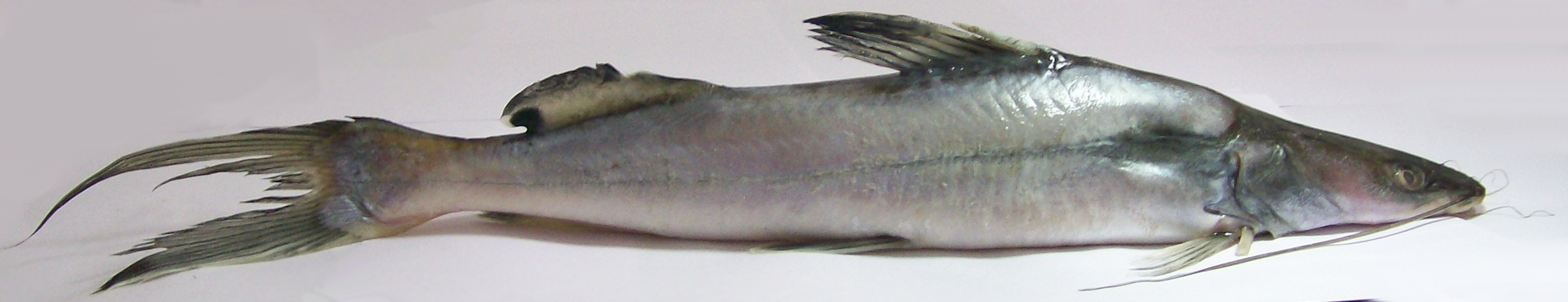
Sperata seenghala

  - Sperata acicularis Ferraris & Runge, 1999
  - Sperata aor (Hamilton, 1822)
  - Sperata aorella (Blyth, 1858)
  - Sperata seenghala (Sykes, 1839)
- Tachysurus Lacépède, 1803Tachysurus nudiceps

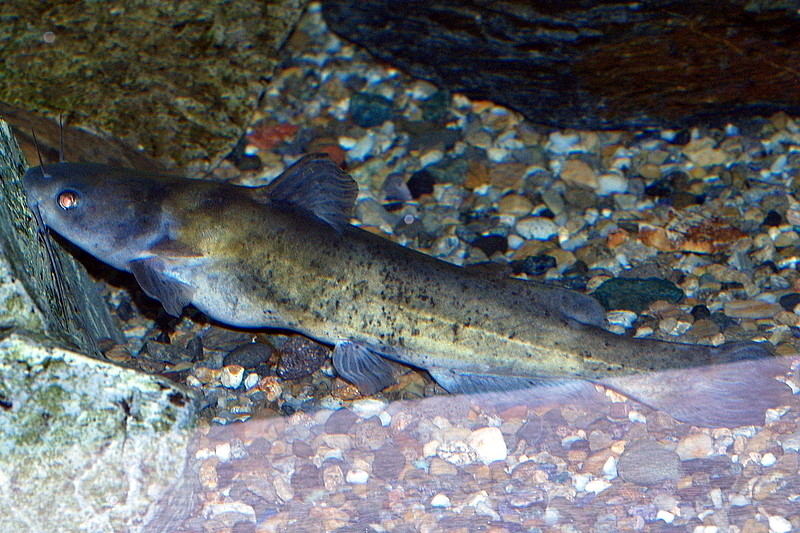
Tachysurus nudiceps

  - Tachysurus adiposalis (Oshima, 1919)
  - Tachysurus argentivittatus (Regan, 1905); Syn.: Mystus mica
  - Tachysurus brashnikowi (Berg, 1907)
  - Tachysurus fulvidraco (Richardson, 1846)
  - Tachysurus herzensteini (Berg, 1907)
  - Tachysurus hoi (Pellegrin & Fang, 1940)
  - Tachysurus longispinalis (Nguyen, 2005)
  - Tachysurus nitidus (Sauvage & Dabry de Thiersant, 1874)
  - Tachysurus nudiceps (Sauvage, 1883)
  - Tachysurus sinensis Lacepède, 1803
  - Tachysurus spilotus Ng, 2009
  - Tachysurus virgatus (Oshima, 1926)

Die Gattungen Nanobagrus und Rita wurden 2016 in die Familie Ritidae gestellt. Seither umfassen die Stachelwelse nur noch die Arten der früheren Unterfamilie Bagrinae.

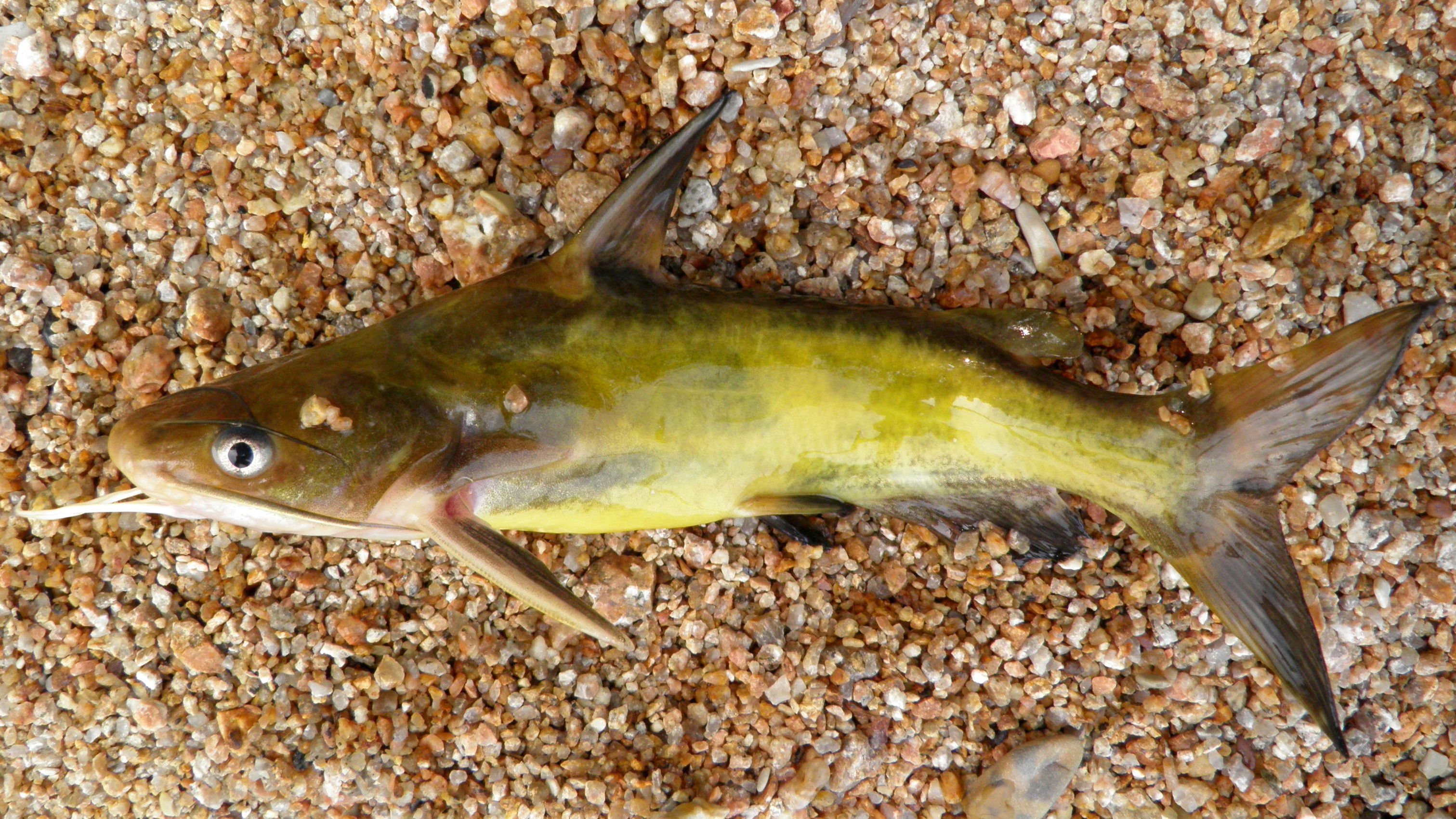
Tachysurus fulvidraco

## In Deutschland
Der Gelbe Drachenwels (Tachysurus fulvidraco) wurde im Jahr 2018 auch in der Donau nachgewiesen.